# Pozaniklin
Pozaniklin (ABT-089) je lek koji je razvilo preduzeće Abbott. On je parcijalni agonist neuronskih nikotinskih acetilholinskih receptora. Pozaniklin je selektivan za podtove α4β2 i α6β2. Ovaj ligand ima nootropna i neuroprotektivna svojstva. Životinjske studije sugerišu da on može da bude koristan u lečenju ADHD.